# Fontaine-Heudebourg
Fontaine-Heudebourg – miejscowość i dawna gmina we Francji, w regionie Normandia, w departamencie Eure. W 2013 roku jej populacja wynosiła 812 mieszkańców.
W dniu 1 stycznia 2016 roku z połączenia trzech ówczesnych gmin – La Croix-Saint-Leufroy, Écardenville-sur-Eure oraz Fontaine-Heudebourg – utworzono nową gminę Clef Vallée d’Eure. Siedzibą gminy została miejscowość La Croix-Saint-Leufroy.